# Robert Rubin
Robert Edward Rubin (Nueva York, 29 de agosto de 1938) es un político y economista estadounidense
Miembro del Partido Demócrata, fue Secretario del Tesoro entre 1995 y 1999 durante la presidencia de Bill Clinton y luego presidente del Consejo de Relaciones Exteriores de 2007 a 2017. 
Licenciado en Economía por la Universidad de Harvard y en Derecho por la Facultad de Derecho de Yale, Robert Rubin comenzó su carrera como abogado antes de incorporarse al banco de inversión Goldman Sachs en 1966, donde ocupó varios cargos hasta convertirse en copresidente de 1990 a 1992. 
Bill Clinton, en enero de 1993, le nombró director del recién creado Consejo Económico Nacional. Dejó este cargo el 11 de enero de 1995 para convertirse en Secretario del Tesoro y permaneció allí hasta el 2 de julio de 1999. Lo más destacado de su mandato es que impulsó la adopción de la Ley Gramm-Leach-Bliley de Modernización de los Servicios Financieros de 1999, que rompió la separación tradicional entre banca de depósito y banca de inversión, en vigor desde la crisis de 1929.
Tras salir del gobierno, en octubre de 1999 se incorporó al banco neoyorquino Citigroup, del que fue presidente interino en 2007. Muy criticado por su responsabilidad en el hundimiento del establishment, anunció el 9 de enero de 2009 su dimisión con efecto inmediato. De 2007 a 2017 fue presidente del Consejo de Relaciones Exteriores.
Obras:
- In an Uncertain World: Tough Choices from Wall Street to Washington, 2003.
- The Yellow Pad: Making Better Decisions in an Uncertain World, 2023.

## Enlaces exernos
- Web personal de Robert Rubin

- Datos: Q370316
- Multimedia: Robert Rubin / Q370316